# 搜狐

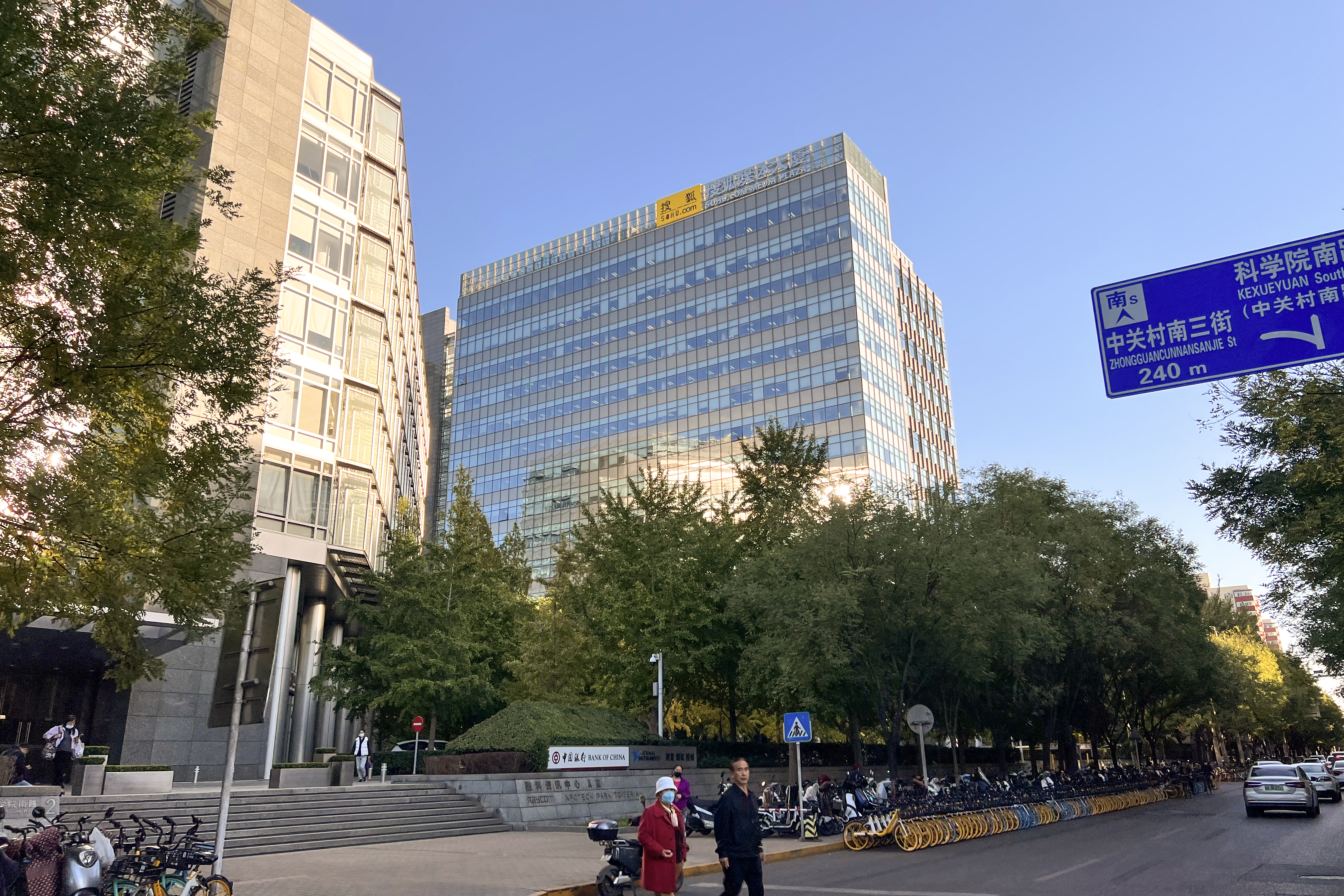
搜狐媒体大厦

搜狐（NASDAQ：SOHU），是一家互联网中文门户网站。1995年，搜狐创始人张朝阳利用风险投资创建了爱特信信息技术有限公司，1998年正式推出搜狐网。2000年，搜狐在美国纳斯达克证券市场上市。
搜狐开发的产品有搜狗拼音输入法、搜狗五笔输入法、搜狗音乐盒、搜狗浏览器、搜狐视频、独立的搜索引擎搜狗和网游门户畅游。
搜狐是2008年北京奥林匹克运动会唯一的互联网赞助商，也是奥林匹克运动会历史上第一个互联网内容的赞助商。
尽管搜狐在首页标题声称自己是中国最大的门户网站，但其Alexa排名却低于同类门户网站腾讯网和新浪。在2018年其在Alexa的中国排名于第5位，在门户网站中仅次于腾讯。现时为中国五大视频网（优酷、爱奇艺、腾讯视频、芒果TV）之一。

## 词源
1996年8月，张朝阳拿到天使投资并以此创办搜狐前身“爱特信信息技术有限公司”，建立爱特信网站，其中一部分内容是分类搜索，称作“爱特信指南针”。因为与搜索相关，结合中国传统文化“之乎者也”，改名为“搜乎”。
爱特信第二轮融资阶段时，确定搜乎业务为未来发展重点方向。考虑到无论在世界还是中国文化中，狐狸都象征着机敏、灵活和聪慧，而这些特质也符合搜索引擎服务的特点，因此1997年11月份将“搜乎”改为“搜狐”，1998年2月，爱特信正式更名为搜狐公司，搜狐正式诞生。10月，SOHOO.COM域名改为sohu.com。

## 历史

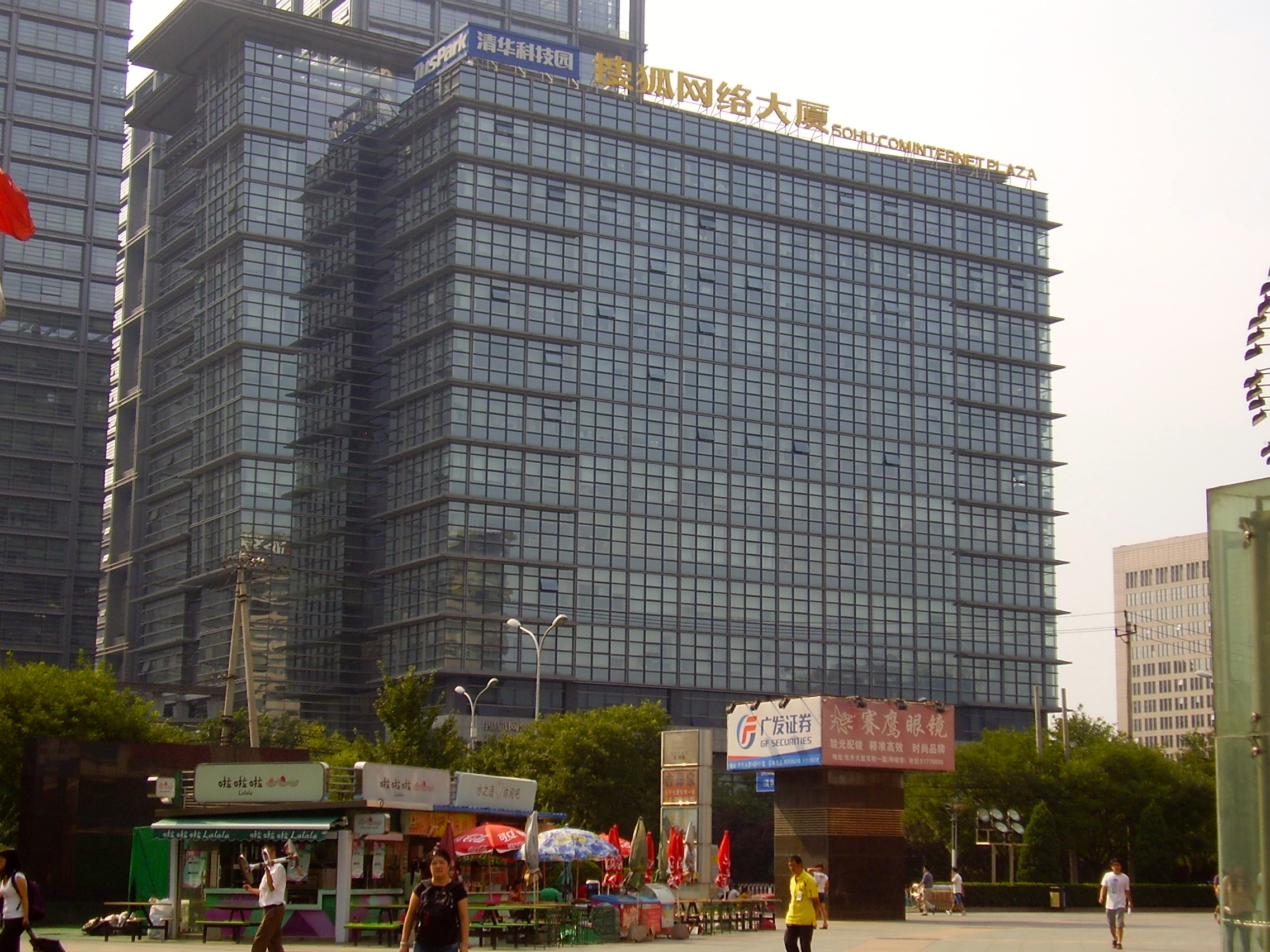
搜狐网络大厦

1995年11月1日，张朝阳博士从美国麻省理工学院回归祖国。次年8月，依据风险投资创办搜狐的前身“爱特信信息技术有限公司”。1998年2月，爱特信推出搜狐，搜狐诞生。
1999年，搜狐推出新闻及内容频道，奠定了网站的雏形。张朝阳被美国《时代周刊》评为“全球50位数字英雄”之一，并先后登上“财富”论坛和《亚洲周刊》封面。
2000年7月12日，搜狐公司正式在美国纳斯达克挂牌上市（NASDAQ:SOHU）。2000年9月，搜狐收购了运营时间约为一年半的青年社区ChinaRen校友录。2002年第3季度，搜狐公司在国内互联网行业首次实现全面盈利。2005年11月，搜狐签约成为2008年北京奥运会互联网内容服务赞助商。
2009年4月2日，搜狐旗下子公司畅游（NASDAQ：CYOU）在美国纳斯达克成功上市，搜狐公司因此也成为中国互联网企业在纳市的第一个“双子星”。2010年9月，搜狐视频的独播剧15天播放总量超过2亿，成为中国网络视频历史上首部进入“两亿”播放量的电视剧。2013年4月24日，搜狐公司旗下移动互联网产品搜狐新闻客户端用户量突破一亿，成为中国首个用户数过亿的新闻客户端。2015年第一季度，搜狗输入法在PC端的覆盖率达到92%，移动端活跃用户规模排名前三。

## 网络服务
搜狐的业务涉及到了媒体、视频、搜索和游戏四个领域。
- 搜狗：38.35%股份：搜尋引擎網站。
- 搜狐新聞：新聞入門網站，副頁細分為國內、國際、社會、財經、IT、奧運、體育、娛樂、汽車、房產、文化、旅游、健康、軍事。
- 搜狐网：中国著名的門户網站之一。
- 搜狐视频：搜狐提供的版权视频播放平台。
- 搜狐社区：搜狐提供的大型网络社区服务。
- ChinaRen：網上校友錄。
- 17173：網絡遊戲資訊網站。
- 焦點房地產網：房地產網站。
- 畅游：67.7％股份和81.4％投票權。
- 第七大道：70％的股份。

### 搜狗
搜狗是一款中国的搜索、输入法、浏览器和其它互联网产品及服务提供商。从2004年8月搜狐公司推出全球首个第三代互动式中文搜索引擎——搜狗搜索以来，历经十载，搜狗搜索已发展成为PC端搜索三强之一。根据2016年艾瑞咨询的报告，移动搜索的用户占到了市场的71.6%，排名第二。
自2003年以来，搜狗先后推出搜狗搜索、搜狗输入法及搜狗浏览器等产品；2010年搜狗从搜狐分拆运营，从一个部门成长为一个公司；2013年搜狗引入腾讯的战略投资，合并了腾讯搜搜等业务，在PC搜索领域三分天下。数据显示，搜狗自分拆以来，营收持续增长，连续17个季度同比增幅达50%。随着与腾讯合作的深化，2015年第3季度营收达到10.21亿元，同比增长56%，成为中国互联网成长最快的公司之一。
2021年9月24日，搜狗发布公告，宣布与腾讯完成合并。搜狗流通股份以9美元每ADS的价格被收购。同时，搜狐也发布公告确认搜狗股权交易完成，交易完成后搜狐持有搜狗的33.8%股权将变成11.8亿美元现金，搜狐不再保留搜狗任何权益，而搜狗将作为存续公司继续运营。

### 畅游
畅游公司（NASDAQ：CYOU）是中国的互联游戏开发和运营商，于2009年4月在纳斯达克全球精选市场上市。畅游自主研发的《天龙八部》非常流行。2010年4月，其续作《天龙八部2》推出。2011年8月，《天龙八部3》发布。2013年，畅游推出《新天龙八部》。
畅游是中国前三大游戏公司之一，根据公司在2月9日发布的截止2014年12月31日未经审计的第四季度和年度财报显示，畅游2014年总收入达到了7.553亿美元，达到历史新高；网络游戏收入为6.520亿美元。

### 搜狐视频
搜狐视频是中国的一家综合视频网站，在国内首先实现了用户匿名UGC上传功能。它同100多个电视台达成战略合作，目前直播近40个主流的卫视台，并在移动端实现，是目前主流视频网站中唯一一家具备直播功能的视频客户端。

### 搜狐焦点
搜狐焦点是一个中国的房地产家居在线服务平台，为用户提供买房、卖房、租房、装修、金融等服务。在“坚持以用户为核心”基础上发展成如今的 O2O 模式在线房产家居服务平台。

## 争议事件

### 涉黄被罚
2014年8月20日，北京市文化市场行政执法总队对北京搜狐互联网信息服务有限公司经营的搜狐网进行执法检查时发现，该公司在网站博客上提供有法律法规禁止内容的《人工少女3攻略》等互联网作品在线阅读服务，北京市文化市场行政执法总队依法对该公司处以罚款5万元的行政处罚。

### 今日头条
2014年，今日头条以商业诋毁为由向搜狐发起起诉，要求它停止商业诋毁、公开道歉、消除影响并赔偿经济损失100万元。
同年6月24日，搜狐召开了媒体反盗版行动发布会。会上，搜狐宣布将对今日头条侵犯著作权和不正当竞争提起诉讼，要求对方立刻停止侵权行为，刊登道歉声明，并赔偿经济损失1100万元。7月9日，北京市海淀区法院已正式受理该诉讼。今日头条方认为，今日头条是否侵权是个法律上尚未界定的问题，搜狐在法院判决前，断称今日头条侵权，涉嫌商业诋毁。
在搜狐媒体反盗版行动发布会结束不久，自称是今日头条工作人员的网友在微信朋友圈中爆料称，“搜狐公司屡次要求与今日头条合作，现在开始跳出来欺负创业公司，背后黑手开始显现。”该员工还贴出了今日头条与搜狐来往的关于合作的邮件照片。中新网IT频道致电今日头条媒体负责人林婵，其肯定了照片和朋友圈爆料内容的真实性，同时表示今日头条也在紧急筹备发布会对此事作出回应。

## 管理团队
| 行政管理高管           | 行政管理高管   | 行政管理高管       | 行政管理高管   | 业务及职能高管 | 业务及职能高管 | 业务及职能高管 | 业务及职能高管 | 业务及职能高管 |
| ---------------------- | -------------- | ------------------ | -------------- | -------------- | -------------- | -------------- | -------------- | -------------- |
| 董事局主席兼首席执行官 | 代理首席财务官 | 搜狗公司首席执行官 | 畅游首席执行官 | 媒体副总裁     | 销售副总裁     | 人力资源副总裁 | 市场副总裁     | 副总裁兼总编辑 |
| 张朝阳                 | 吕艳丰         | 王小川             | 陈德文         | 樊功臣         | 崔莉莉         | 张雪梅         | 曾怿           | 陈朝华         |

## 财务状况
搜狐的2015年度总收入为19亿美元，较2014年增长16%。品牌广告收入为5.77亿美元，较2014年增长7%。其中，搜狐媒体平台，即不包括视频业务的其他搜狐媒体业务收入为1.98亿美元，与2014年持平。搜狐视频广告收入为2.13亿美元，较2014年增长21%。搜狗收入为5.92亿美元，较2014年增长53%。在线游戏收入为6.37亿美元，较2014年下降2%。
归于搜狐公司的美国通用会计准则净亏损为5,100万美元，美国通用会计准则每股摊薄净亏损1.32美元；归于搜狐公司的非美国通用会计准则净亏损为400万美元，非美国通用会计准则每股摊薄净亏损9美分。

## 公益事业
2006年，搜狐正式启动公益频道，建立了互联网最大的公益互助平台。2007年4月，搜狐正式成立中国首个“博客基金”，推出了搜狐公益博客群，这是中国首家以博客为载体的专业公益平台，也是中国互联网公司首次将博客这一新媒体系统地引入公益领域，受到了社会各界人士和广大网民的关注与支持。

## 外部連結
- （简体中文）搜狐 （页面存档备份，存于）